# Novamundoniscus singularis
Novamundoniscus singularis is een pissebed uit de familie Dubioniscidae. De wetenschappelijke naam van de soort is voor het eerst geldig gepubliceerd in 1967 door Lemos de Castro.